# دیر ولی (یمن)
 دیر ولی  به عربی ( دیر الولی  ) روستای کوجکی در عزلهٔ (الزبدبة) از توابع استان تَعِز در کشور یمن در شبه جزیره عربستان است. 

## جمعیت
جمعیت آن (۱۱۲۳ ) نفر (۷۴ خانوار) می‌باشد.